# Lovis Corinth
Lovis Corinth (Gvardeisk, Kaliningrad, 21 de juliol de 1858 - Zandvoort, Holanda del Nord, 17 de juliol de 1925) va ser un pintor, gravador i escultor alemany que va realitzar una síntesi de l'impressionisme i expressionisme.

## Biografia

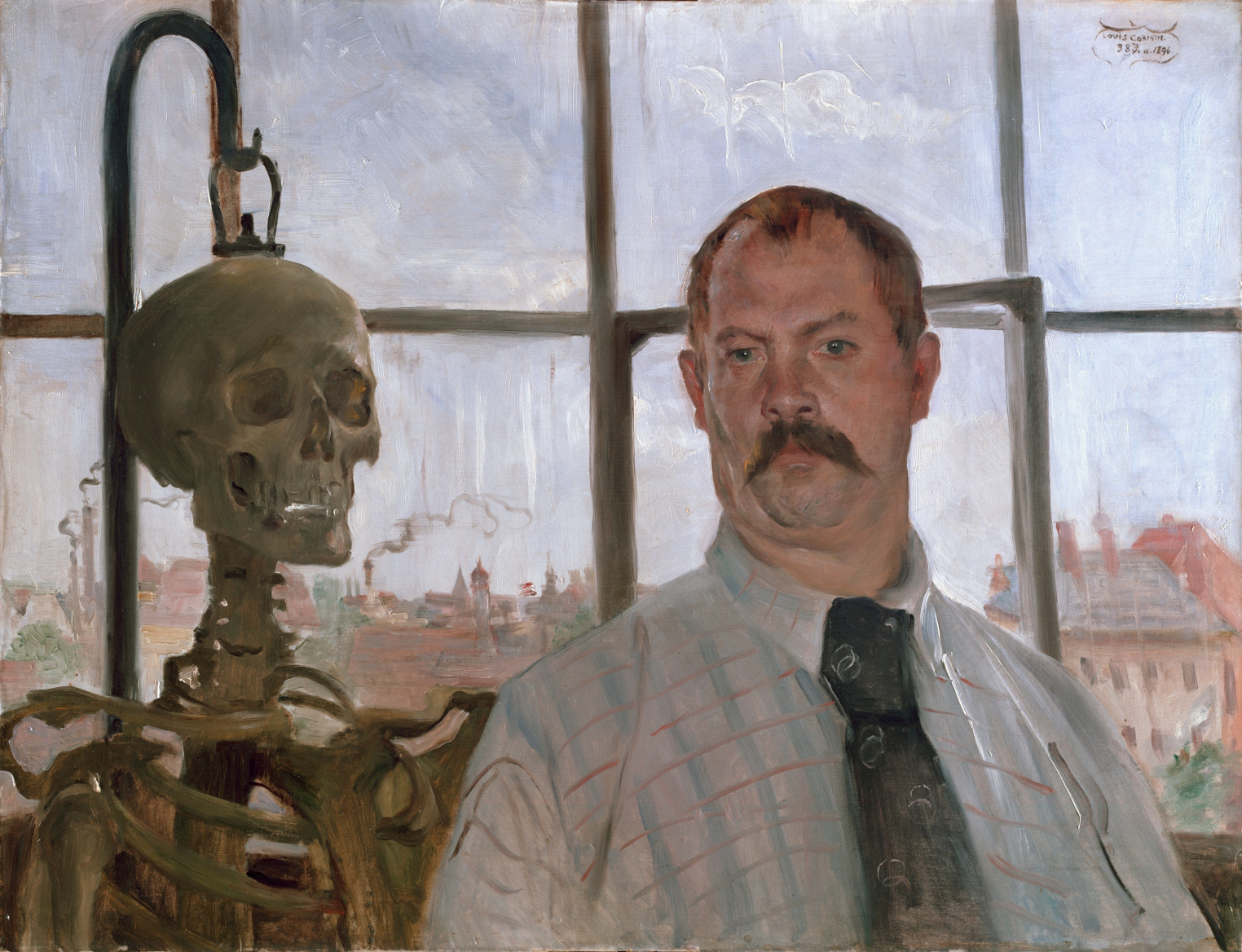
Autorretrat amb esquelet, 1896.

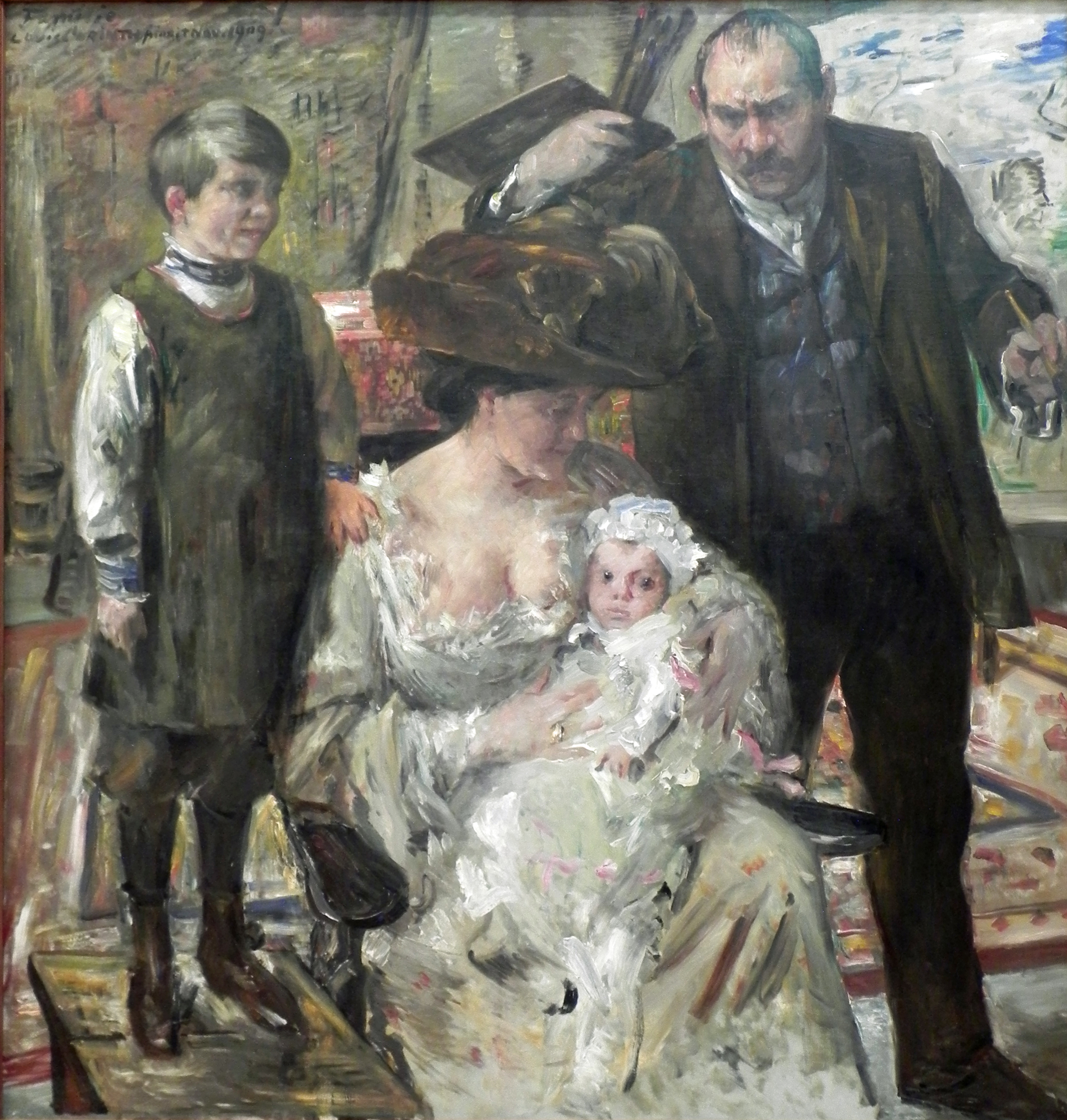
Corinth amb la seva família, 1909.

Corinth va estudiar a París i a l'Acadèmia de Belles Arts de Múnic, i va ser un dels representants del moviment artístic Sezession. El seu estil, al principi impressionista, va evolucionar més tard cap a un expressionisme dramàtic i visionari. Guarda certes connexions amb Max Liebermann, si bé aquest últim és més relaxat i ornamental.
Entre les seves obres, destaquen: Ecce Homo (Pinacoteca de Basilea), l'Autorretrat amb esquelet (1896; Galeria Estatal de la Casa Lenbach) i La família del déu Mart (1910; Kunsthistorisches Museum de Viena), retrat del compositor Conrad Ansorge. Va deixar a més una àmplia producció gràfica.
El seu únic exemple en museus d'Espanya és la pintura La model del Museu Thyssen-Bornemisza de Madrid.